# Cora Pearl
Cora Pearl, född 1835, död 8 juni 1886 i Paris, var en brittisk prostituerad verksam i Frankrike. Hon var den kanske mest berömda av de så kallade demimonderna och kurtisanerna i det andra kejsardömets Paris. Cora Pearl tillhörde den tidens mest kända personligheter och uppmärksammades för sin klädstil, sitt uppträdande och sina förbindelser. Hon porträtterades av den tidens kulturpersonligheter och utgav också sina egna memoarer, Mémoires de Cora Pearl.

## Biografi

### Bakgrund
Cora Pearl föddes troligen som Emma Elizabeth Crouch, även om namnet inte är bekräftat. Hennes födelsedatum uppges vara 23 februari 1842, men det faktiska årtalet antas vara 1835. Hon tros ha fötts i Plymouth, även om detta är osäkert. Hon var dotter till cellisten Frederick Nicholls Crouch, som 1847 flydde undan sina skulder till USA och övergav maka och döttrar. Hennes mor Lydia inledde då ett förhållande med en annan man, och Pearl sändes till en flickskola i Boulogne-sur-Mer i Frankrike.
Cora Pearl flyttade 1855 till sin pryda mormor i London. Vid ett tillfälle då hon var ute ensam, blev hon bjuden på alkohol och sexuellt utnyttjad av en man, som gav henne pengar. Efter detta återvände hon inte hem utan hyrde ett eget rum i Covent Garden. Hon blev snart sambo med nöjesdirektören Robert Bignell, som ägde flera nöjesetablissemang. Hon iakttog prostituerade i hans etablissemang och drog slutsatsen att personer i deras yrkesgrupp måste tillhöra den absoluta eliten av sitt yrke för att inte sluta i misär. Hon reste till Paris med Bignell och blev så förtjust i staden att hon stannade då Bignell återvände, och kallade sig därefter Cora Pearl.

### Demimonde
En hallick vid namn Roubisse finansierade sedan henne som högklasskurtisan. Omkring år 1860 var Cora Pearl den kanske mest berömda kurtisanen i Paris. Tack vare en kund, Victor Masséna, hertig du Rivoli, blev hon fri från sin hallick och kunde sköta sin egen verksamhet från den bostad Massena köpte åt henne. År 1864 hyrde hon slottet Chateau de Beauséjour i Loiret, där hon underhöll sina kunder med stora bjudningar, som var berömda för sin lyx och för de uppträdanden där hon själv spelade huvudrollen: vid ett tillfälle lät hon sig bäras in naken på en silverbricka.
Cora Pearl räknas som sin tids mest uppmärksammade personer i Paris och såg som sin uppgift och en del av sitt yrke att dra till sig offentlig uppmärksamhet. Hon var berömd för sin klädstil och särskilt för sitt sätt att färga sitt hår efter klädseln: vid ett tillfälle hade hon färgat sitt hår i samma gula färg som sin vagnsklädsel, vid ett annat hade hon färgat sina hundar i samma blå nyans som sin klänning. Hon framträdde nästan naken som Eva på en maskeradbal (1860), och sjöng rollen som Cupido på samma sätt en kväll på teatern (1867): ett annat av hennes kännetecken var hennes silver- och pärlfärgade puder.
Cora Pearl tog ett arvode på 10 000 francs för en kväll och gjorde sig en förmögenhet, ägde flera hem och skickade pengar till sin far i USA och sin mor i Storbritannien. Hon intresserade sig för spel, spenderade mycket pengar och beskrivs som en mycket skicklig ryttare. Bland hennes kunder fanns Napoleon III:s halvbror Charles de Morny, Nederländernas tronföljare Vilhelm och kejsarens kusin prins Napoléon Joseph Charles Paul Bonaparte.

### Senare liv
Andra kejsardömets fall och den följande Pariskommunen 1870 ändrade förutsättningarna för hennes karriär. Den slutliga nedgången kom med den så kallade Duvalaffären. År 1872 hade hon en förbindelse med den tio år yngre Alexandre Duval, som spenderade mycket pengar på henne. Duval var uppriktigt förälskad i henne, och då hon ville bryta förbindelsen sköt han sig. Han blev bara skadad, men skandalen förstörde hennes renommé, och hon kunde inte reparera det. Då prins Napoléon Joseph Charles Paul Bonaparte bröt förbindelsen 1874 försämrades hennes ekonomiska situation. Hon tvingades sälja sina fastigheter, och år 1885 sålde hon slutligen sitt slott. Vid denna tid prostituerade hon sig från en vindsvåning vid Champs-Élysées och ska ha levt under knappa ekonomiska omständigheter. Den fattigdom hon levde i vid sin död uppges dock inte ha varit fullt så allvarlig som tidigare uppgetts.
År 1886 publicerade Cora Pearl sina memoarer, “Mémoires de Cora Pearl”. De blev en besvikelse, eftersom hon där hade gett en mycket tam och dämpad version av sitt förflutna och dolt sina kunders identiteter. År 1983 upptäcktes dock en tidigare version av samma memoarer, troligen skriven tidigare, som gav en betydligt mer öppen beskrivning av hennes liv. Hon avled i cancer.  
I sina memoarer skrev Cora Pearl: 
"Jag har aldrig bedragit någon, för jag har aldrig tillhört någon. Den enda förmögenhet jag har ägt är mitt oberoende; jag har aldrig känt någon annan lycka"